# 디나라 사피나
디나라 미하일로브나 사피나(Dinara Mikhailovna Safina, 타타르어: Динара Мөбин кызы Сафина; Dinara Möbin qızı Safina, 러시아어: Дина́ра Миха́йловна (Муби́новна) Са́фина, 1986년 4월 27일 ~ )는 러시아의 여자 프로 테니스 선수이다.
그녀는 지금까지 그랜드 슬램 단식에서 세 번의 준우승을 기록했으며, 2007년 US 오픈 복식에서는 나탈리 드시와 한 팀으로 출전하여 우승하였다. 2008년 베이징 올림픽 테니스 단식에서는 은메달을 획득했다. 2009년 4월 생애 처음으로 세계 랭킹 1위에 올랐다.
한편 그녀는 전 세계 랭킹 1위 남자 테니스 선수인 마라트 사핀의 여동생이기도 하다. 이들은 두 명 모두 세계 랭킹 1위에 오른 테니스 역사상 최초의 남매 선수이다.

## 메이저 대회 결승

### 그랜드 슬램 결승

#### 단식 (3)
| 결과   | 연도 | 대회        | 코트   | 결승 상대             | 스코어   |
| 준우승 | 2008 | 프랑스 오픈 | 클레이 | 아나 이바노비치       | 6–4, 6–3 |
| 준우승 | 2009 | 호주 오픈   | 하드   | 세레나 윌리엄스       | 6–0, 6–3 |
| 준우승 | 2009 | 프랑스 오픈 | 클레이 | 스베틀라나 쿠즈네초바 | 6–4, 6–2 |

#### 복식(2)
| 결과   | 연도 | 대회    | 코트 | 파트너                | 결승 상대                   | 스코어   |
| 준우승 | 2006 | US 오픈 | 하드 | 카타리나 스레보트니크 | 나탈리 드시 베라 즈보나료바 | 7–6, 7–5 |
| 우승   | 2007 | US 오픈 | 하드 | 나탈리 드시           | 융잔찬 챠정촹               | 6–4, 6–2 |